# Cold Aston
Cold Aston – wieś w Anglii, w hrabstwie Gloucestershire, w dystrykcie Cotswold. Leży 30 km na wschód od miasta Gloucester i 124 km na zachód od Londynu.